# Доповнення (ігри)
Доповнення (аддон) (англ. expansion pack, add-on) — доповнення до існуючої відеогри, що містить різний додатковий ігровий матеріал. Більшість додатків надають нові рівні, зброю, персонажів або продовження до сюжету. У той час як доповнення до настільних ігор зазвичай розробляються оригінальним автором, розробники відеоігри іноді укладають контракти зі сторонніми компаніями для створення доповнень, або ж розробляють їх самостійно, чи використовують обидва підходи.
Настільні та рольові ігри почали активно просувати доповнення з 1970-х років, а відеоігри почали випускати доповнення з 1980-х, ранні приклади — ігри серії Dragon Slayer такі як Xanadu Scenario II та Sorcerian.

## Автономні доповнення
Деякі доповнення не вимагають наявності оригінальної гри для використання нового контенту, як, наприклад, Half-Life: Blue Shift, Uncharted: The Lost Legacy, Dishonored: Death of the Outsider або Sonic & Knuckles. Деякі арт, звуки та код використовуються повторно з оригінальної гри. У деяких випадках автономне доповнення, таке як Heroes of Might and Magic III: The Shadow of Death або Dungeon Siege: Legends of Aranna, включає в себе оригінальну гру.

## Доповнення для ігрових консолей
Доповнення найчастіше випускаються для ігор для ПК, але все частіше стають доступними для консолей, особливо завдяки популярності завантажуваного контенту. Зростаюча кількість багатоплатформних ігор також призвела до випуску більшої кількості доповнень для консолей, особливо автономних доповнень (як описано вище). Наприклад, Command & Conquer 3: Kane's Wrath вимагає наявності оригінальної гри Command & Conquer 3: Tiberium Wars для гри на ПК, але версії для Xbox 360 як Tiberium Wars, так і Kane's Wrath не вимагають одна одну для гри.
Grand Theft Auto: London 1969 стало першим доповненням, випущеним для PlayStation. Гра вимагала вставити диск London, витягти його, вставити оригінальний диск Grand Theft Auto, знову витягти його та знову вставити диск London для гри.
Sonic & Knuckles для Mega Drive/Genesis була унікальною тим, що працювала як самостійний картридж, так і як доповнення до Sonic the Hedgehog 2 і Sonic the Hedgehog 3.

## Доповнення для колекційних карткових ігор
Колекційні карткові ігри (CCG) зазвичай випускаються у вигляді доповнювальних наборів, що складаються з бустерних пакунків. CCG можуть називатися «живими» або «мертвими», і «живі» CCG регулярно поповнюються додатковими випусками. У CCG зазвичай немає основного набору, що перевидається безкінечно, натомість їхні основні набори виходять на пенсію і замінюються новими доповненнями щоквартально або раз на пів року. Доповнення зазвичай вводять нові правила або ігрові механіки, розширюючи бібліотеку карт і набір правил гри.